# Vacation in Hell
Vacation in Hell è il secondo album in studio del gruppo musicale statunitense Flatbush Zombies, pubblicato nel 2018.

## Tracce
1. HELL-O – 2:53
2. Chunky – 3:53
3. Vacation (featuring Joey Badass) – 3:57
4. M. Bison – 4:00
5. Headstone – 4:19
6. Big Shrimp – 3:58
7. Leather Symphony (featuring ASAP Twelvyy) – 3:53
8. Reel Girls (featuring Bun B) – 4:27
9. Facts (featuring Jadakiss) – 4:33
10. Ask Courtney – 3:04
11. Crown (featuring Portugal. The Man) – 4:57
12. Proxies – 3:22
13. U&I (featuring Dia) – 5:16
14. The Goddess (featuring Dave B.) – 4:00
15. Trapped – 5:15
16. Best American – 3:56
17. Misunderstood (featuring Nyck Caution) – 2:31
18. YouAreMySunshine – 2:50
19. The Glory (featuring Denzel Curry) – 5:50